# Copa del Món de Futbol de 1986 - Grup A
El Grup A de la Copa del Món de Futbol 1986, disputada a Mèxic, formava part de la primera fase de la competició. Estava compost per quatre equips, que s'enfrontaren entre ells amb un total de 6 partits. El dos més ben classificats van passar a la ronda següent, mentre que el tercer optava a una altra plaça per la fase final. Dels 6 equips que van acabar tercers, només 4 podien passar ronda.

## Integrants
El grup A està integrat per les seleccions següents:
| Argentina | Itàlia | Bulgària | Corea del Sud |
| --------- | ------ | -------- | ------------- |

## Classificació
| Pos | Equip         | PJ | PG | PE | PP | GF | GC | DG | Pts | Classificació                      |
| --- | ------------- | -- | -- | -- | -- | -- | -- | -- | --- | ---------------------------------- |
| 1   | Argentina     | 3  | 2  | 1  | 0  | 6  | 2  | +4 | 5   | Avança a la fase final             |
| 2   | Itàlia        | 3  | 1  | 2  | 0  | 5  | 4  | +1 | 4   | Avança a la fase final             |
| 3   | Bulgària      | 3  | 0  | 2  | 1  | 2  | 4  | −2 | 2   | Opta a una plaça per la fase final |
| 4   | Corea del Sud | 3  | 0  | 1  | 2  | 4  | 7  | −3 | 1   |                                    |

## Partits

### Bulgària vs Itàlia
| Bulgària    | 1–1     | Itàlia        |
| ----------- | ------- | ------------- |
| Sirakov 85' | Informe | Altobelli 44' |

| Bulgària | Itàlia |

| POR            | 1  | Borislav Mikhailov  |     |     |
| DEF            | 3  | Nikolay Arabov      |     |     |
| DEF            | 5  | Georgi Dimitrov (c) |     |     |
| DEF            | 13 | Aleksandar Markov   | 51' |     |
| MIG            | 11 | Plamen Getov        |     |     |
| MIG            | 10 | Zhivko Gospodinov   |     | 74' |
| MIG            | 8  | Ayan Sadakov        |     |     |
| MIG            | 12 | Radoslav Zdravkov   |     |     |
| MIG            | 2  | Nasko Sirakov       |     |     |
| DAV            | 7  | Bozhidar Iskrenov   |     | 65' |
| DAV            | 9  | Stoycho Mladenov    |     |     |
| Substitucions: |    |                     |     |     |
| DAV            | 20 | Kostadin Kostadinov |     | 65' |
| MIG            | 6  | Andrey Zhelyazkov   |     | 74' |
| Seleccionador: |    |                     |     |     |
| Ivan Vutsov    |    |                     |     |     |

| POR            | 1  | Giovanni Galli       |     |     |
| DEF            | 2  | Giuseppe Bergomi     | 48' |     |
| DEF            | 3  | Antonio Cabrini      | 64' |     |
| DEF            | 6  | Gaetano Scirea (c)   |     |     |
| DEF            | 8  | Pietro Vierchowod    |     |     |
| MIG            | 14 | Antonio Di Gennaro   |     |     |
| MIG            | 10 | Salvatore Bagni      |     |     |
| MIG            | 13 | Fernando De Napoli   |     |     |
| MIG            | 16 | Bruno Conti          |     | 65' |
| DAV            | 19 | Giuseppe Galderisi   |     |     |
| DAV            | 18 | Alessandro Altobelli |     |     |
| Substitucions: |    |                      |     |     |
| DAV            | 17 | Gianluca Vialli      |     | 65' |
| Seleccionador: |    |                      |     |     |
| Enzo Bearzot   |    |                      |     |     |

### Argentina vs Corea del Sud
| Argentina                     | 3–1     | Corea del Sud      |
| ----------------------------- | ------- | ------------------ |
| Valdano 6', 46' · Ruggeri 18' | Informe | Park Chang-Sun 73' |

| Argentina | Corea del Sud |

| POR            | 18 | Nery Pumpido        |  |     |
| DEF            | 5  | José Luis Brown     |  |     |
| DEF            | 13 | Oscar Garré         |  |     |
| DEF            | 8  | Néstor Clausen      |  |     |
| DEF            | 19 | Oscar Ruggeri       |  |     |
| MIG            | 2  | Sergio Batista      |  | 75' |
| MIG            | 14 | Ricardo Giusti      |  |     |
| MIG            | 7  | Jorge Burruchaga    |  |     |
| MIG            | 10 | Diego Maradona (c)  |  |     |
| DAV            | 17 | Pedro Pasculli      |  | 74' |
| DAV            | 11 | Jorge Valdano       |  |     |
| Substitucions: |    |                     |  |     |
| MIG            | 20 | Carlos Daniel Tapia |  | 74' |
| MIG            | 16 | Julio Olarticoechea |  | 75' |
| Seleccionador: |    |                     |  |     |
| Carlos Bilardo |    |                     |  |     |

| POR            | 21 | Oh Yun-Kyo         |     |     |
| DEF            | 2  | Park Kyung-Hoon    |     |     |
| DEF            | 5  | Chung Yong-Hwan    |     |     |
| DEF            | 12 | Kim Pyung-Seok     |     | 23' |
| DEF            | 14 | Cho Min-Kook       |     |     |
| DEF            | 20 | Kim Yong-Se        |     | 46' |
| MIG            | 17 | Huh Jung-Moo       | 44' |     |
| MIG            | 16 | Kim Joo-Sung       |     |     |
| MIG            | 10 | Park Chang-Sun (c) | 50' |     |
| DAV            | 9  | Choi Soon-Ho       |     |     |
| DAV            | 11 | Cha Bum-Kun        |     |     |
| Substitucions: |    |                    |     |     |
| MIG            | 4  | Cho Kwang-Rae      |     | 23' |
| DAV            | 19 | Byun Byung-Joo     |     | 46' |
| Seleccionador: |    |                    |     |     |
| Kim Jung-Nam   |    |                    |     |     |

### Itàlia vs Argentina
| Itàlia            | 1–1     | Argentina    |
| ----------------- | ------- | ------------ |
| Altobelli 6' (p.) | Informe | Maradona 34' |

| Itàlia | Argentina |

| POR            | 1  | Giovanni Galli       |     |     |
| DEF            | 2  | Giuseppe Bergomi     | 54' |     |
| DEF            | 3  | Antonio Cabrini      |     |     |
| DEF            | 6  | Gaetano Scirea (c)   |     |     |
| DEF            | 8  | Pietro Vierchowod    |     |     |
| MIG            | 14 | Antonio Di Gennaro   |     |     |
| MIG            | 10 | Salvatore Bagni      |     |     |
| MIG            | 13 | Fernando De Napoli   |     | 87' |
| MIG            | 16 | Bruno Conti          |     | 65' |
| DAV            | 19 | Giuseppe Galderisi   |     |     |
| DAV            | 18 | Alessandro Altobelli |     |     |
| Substitucions: |    |                      |     |     |
| DAV            | 17 | Gianluca Vialli      |     | 65' |
| MIG            | 11 | Giuseppe Baresi      |     | 87' |
| Seleccionador: |    |                      |     |     |
| Enzo Bearzot   |    |                      |     |     |

| POR            | 18 | Nery Pumpido        |     |     |
| DEF            | 5  | José Luis Brown     |     |     |
| DEF            | 13 | Oscar Garré         | 65' |     |
| DEF            | 9  | José Luis Cuciuffo  |     |     |
| DEF            | 19 | Oscar Ruggeri       |     |     |
| MIG            | 2  | Sergio Batista      |     | 59' |
| MIG            | 14 | Ricardo Giusti      | 58' |     |
| MIG            | 7  | Jorge Burruchaga    |     |     |
| MIG            | 10 | Diego Maradona (c)  |     |     |
| DAV            | 4  | Claudio Borghi      |     | 74' |
| DAV            | 11 | Jorge Valdano       |     |     |
| Substitucions: |    |                     |     |     |
| MIG            | 16 | Julio Olarticoechea |     | 59' |
| MIG            | 12 | Héctor Enrique      |     | 74' |
| Seleccionador: |    |                     |     |     |
| Carlos Bilardo |    |                     |     |     |

### Corea del Sud vs Bulgària
| Corea del Sud    | 1–1     | Bulgària  |
| ---------------- | ------- | --------- |
| Kim Jong-Boo 70' | Informe | Getov 11' |

| Corea del Sud | Bulgària |

| POR            | 21 | Oh Yun-Kyo         |     |     |
| DEF            | 2  | Park Kyung-Hoon    |     |     |
| DEF            | 5  | Chung Yong-Hwan    |     |     |
| DEF            | 8  | Cho Young-Jeung    | 60' |     |
| MIG            | 13 | Noh Soo-Jin        |     | 46' |
| MIG            | 4  | Cho Kwang-Rae      |     | 72' |
| MIG            | 17 | Huh Jung-Moo       |     |     |
| MIG            | 16 | Kim Joo-Sung       | 31' |     |
| MIG            | 10 | Park Chang-Sun (c) |     |     |
| DAV            | 19 | Byun Byung-Joo     |     |     |
| DAV            | 11 | Cha Bum-Kun        |     |     |
| Substitucions: |    |                    |     |     |
| DAV            | 7  | Kim Jong-Boo       |     | 46' |
| DEF            | 20 | Kim Yong-Se        |     | 72' |
| Seleccionador: |    |                    |     |     |
| Kim Jung-Nam   |    |                    |     |     |

| POR            | 1  | Borislav Mikhailov  |     |     |
| DEF            | 3  | Nikolay Arabov      |     |     |
| DEF            | 5  | Georgi Dimitrov (c) |     |     |
| DEF            | 4  | Petar Petrov        |     |     |
| MIG            | 11 | Plamen Getov        |     | 58' |
| MIG            | 10 | Zhivko Gospodinov   | 49' |     |
| MIG            | 8  | Ayan Sadakov        |     |     |
| MIG            | 12 | Radoslav Zdravkov   |     |     |
| MIG            | 2  | Nasko Sirakov       |     |     |
| DAV            | 7  | Bozhidar Iskrenov   |     | 46' |
| DAV            | 9  | Stoycho Mladenov    |     |     |
| Substitucions: |    |                     |     |     |
| DAV            | 20 | Kostadin Kostadinov |     | 46' |
| MIG            | 6  | Andrey Zhelyazkov   |     | 58' |
| Seleccionador: |    |                     |     |     |
| Ivan Vutsov    |    |                     |     |     |

### Corea del Sud vs Itàlia
| Corea del Sud                       | 2–3     | Itàlia                                        |
| ----------------------------------- | ------- | --------------------------------------------- |
| Choi Soon-Ho 62' · Huh Jung-Moo 83' | Informe | Altobelli 17', 73' · Cho Kwang-Rae 82' (p.p.) |

| Corea del Sud | Itàlia |

| POR            | 21 | Oh Yun-Kyo         |     |     |
| DEF            | 2  | Park Kyung-Hoon    | 35' |     |
| DEF            | 5  | Chung Yong-Hwan    |     |     |
| DEF            | 8  | Cho Young-Jeung    | 71' |     |
| MIG            | 4  | Cho Kwang-Rae      |     |     |
| MIG            | 17 | Huh Jung-Moo       |     |     |
| MIG            | 16 | Kim Joo-Sung       | 17' | 46' |
| MIG            | 10 | Park Chang-Sun (c) |     |     |
| DAV            | 9  | Choi Soon-Ho       |     |     |
| DAV            | 19 | Byun Byung-Joo     |     | 70' |
| DAV            | 11 | Cha Bum-Kun        |     |     |
| Substitucions: |    |                    |     |     |
| DEF            | 3  | Chung Jong-Soo     |     | 46' |
| DAV            | 7  | Kim Jong-Boo       |     | 70' |
| Seleccionador: |    |                    |     |     |
| Kim Jung-Nam   |    |                    |     |     |

| POR            | 1  | Giovanni Galli       |     |     |
| DEF            | 3  | Antonio Cabrini      |     |     |
| DEF            | 4  | Fulvio Collovati     |     |     |
| DEF            | 6  | Gaetano Scirea (c)   | 65' |     |
| DEF            | 8  | Pietro Vierchowod    | 70' |     |
| MIG            | 14 | Antonio Di Gennaro   |     |     |
| MIG            | 10 | Salvatore Bagni      | 31' | 67' |
| MIG            | 13 | Fernando De Napoli   |     |     |
| MIG            | 16 | Bruno Conti          |     |     |
| DAV            | 19 | Giuseppe Galderisi   |     | 88' |
| DAV            | 18 | Alessandro Altobelli |     |     |
| Substitucions: |    |                      |     |     |
| MIG            | 11 | Giuseppe Baresi      |     | 67' |
| DAV            | 17 | Gianluca Vialli      |     | 88' |
| Seleccionador: |    |                      |     |     |
| Enzo Bearzot   |    |                      |     |     |

### Argentina vs Bulgària
| Argentina                   | 2–0     | Bulgària |
| --------------------------- | ------- | -------- |
| Valdano 4' · Burruchaga 77' | Informe |          |

| Argentina | Bulgària |

| POR            | 18 | Nery Pumpido        |     |     |
| DEF            | 5  | José Luis Brown     |     |     |
| DEF            | 13 | Oscar Garré         |     |     |
| DEF            | 9  | José Luis Cuciuffo  | 25' |     |
| DEF            | 19 | Oscar Ruggeri       |     |     |
| MIG            | 2  | Sergio Batista      |     | 46' |
| MIG            | 14 | Ricardo Giusti      |     |     |
| MIG            | 7  | Jorge Burruchaga    |     |     |
| MIG            | 10 | Diego Maradona (c)  |     |     |
| DAV            | 4  | Claudio Borghi      |     | 46' |
| DAV            | 11 | Jorge Valdano       |     |     |
| Substitucions: |    |                     |     |     |
| MIG            | 16 | Julio Olarticoechea |     | 46' |
| MIG            | 12 | Héctor Enrique      |     | 46' |
| Seleccionador: |    |                     |     |     |
| Carlos Bilardo |    |                     |     |     |

| POR            | 1  | Borislav Mikhailov  |  |     |
| DEF            | 4  | Petar Petrov        |  |     |
| DEF            | 5  | Georgi Dimitrov (c) |  |     |
| MIG            | 11 | Plamen Getov        |  |     |
| MIG            | 15 | Georgi Yordanov     |  |     |
| MIG            | 6  | Andrey Zhelyazkov   |  |     |
| MIG            | 8  | Ayan Sadakov        |  |     |
| MIG            | 13 | Aleksandar Markov   |  |     |
| MIG            | 2  | Nasko Sirakov       |  | 71' |
| DAV            | 14 | Plamen Markov       |  |     |
| DAV            | 9  | Stoycho Mladenov    |  | 52' |
| Substitucions: |    |                     |  |     |
| DAV            | 18 | Boycho Velichkov    |  | 52' |
| MIG            | 12 | Radoslav Zdravkov   |  | 71' |
| Seleccionador: |    |                     |  |     |
| Ivan Vutsov    |    |                     |  |     |